# Old Sock
Old Sock je dvacáté studiové album britského kytaristy a zpěváka Erica Claptona. Album vyšlo v březnu 2013 u jeho vlastního vydavatelství Bushbranch Records. Mezi hostujícími hudebníky se objeví jeho spoluhráč ze skupiny Blind Faith Steve Winwood, JJ Cale a Paul McCartney. Vedle deseti coververzí se na albu objeví dvě nové skladby.

## Seznam skladeb
1. „Further on Down the Road“
2. „Angel“
3. „Every Little Thing“
4. „The Folks Who Live on the Hill“
5. „Born to Lose“
6. „Till Your Well Runs Dry“
7. „All of Me“
8. „Still Got the Blues“
9. „Goodnight Irene“
10. „Gotta Get Over“
11. „Your One and Only Man“
12. „Our Love Is Here to Stay“

## Obsazení
- Eric Clapton – zpěv, kytara, dobro, mandolína
- Doyle Bramhall II – kytara, mandolína, doprovodné vokály
- Willie Weeks – baskytara, kontrabas
- Chris Stainton – klávesy
- Walt Richmond – klávesy
- Greg Leisz – mandolína
- Taj Mahal – harmonika, banjo
- Jim Keltner – bicí
- Steve Winwood – varhany
- JJ Cale – kytara, zpěv
- Paul McCartney – kontrabas, zpěv
- Abe Laboriel Jr – bicí
- Tim Carmon – varhany
- Henry Spinetti – bicí
- Justin Stanley – clavinet, Mellotron, bicí
- Matt Chamberlain – bicí
- Matt Rollings – klávesy
- Simon Climie – klavír, perkuse
- Frank Marocco – akordeon
- Gabe Witcher – housle
- Stephen Kupka – barytonsaxofon
- Joseph Sublett – tenorsaxofon
- Nicholas Lane – pozoun
- Sal Cracchiolo – trubka
- Sharon White – doprovodné vokály
- Michelle John – doprovodné vokály
- Chaka Khan – doprovodné vokály
- Julie Clapton – doprovodné vokály
- Ella Clapton – doprovodné vokály
- Sophie Clapton – doprovodné vokály
- Nikka Costa – doprovodné vokály
- Wendy Moten – doprovodné vokály
- Lisa Vaughan – doprovodné vokály